# Serrat del Patxot
El Serrat del Patxot, anomenat Purredó en alguns mapes, és un serrat situat al límit dels municipis de Gavet de la Conca, dins de l'antic terme de Sant Salvador de Toló, i d'Isona i Conca Dellà, dins de l'antic terme de Conques.
Està situat al nord-oest del poble de Sant Salvador de Toló i al sud, bastant més lluny, de la vila de Conques.